# I pirati fantasma
I pirati fantasma (The Ghost Pirates), conosciuto anche col titolo di Orrore dagli abissi, è un romanzo di William Hope Hodgson pubblicato nel 1909.

## Trama
Il marinaio Jessop racconta la sua paurosa avventura avvenuta a bordo della nave Mortzestus durante un viaggio verso Capo Horn. Dapprincipio egli credette di essere il solo a vedere, poco dopo il tramonto, delle misteriose creature (le "ombre") che uscivano dal mare e che in questo ritornavano scomparendo senza lasciare alcuna traccia. 
Col passare dei giorni Jessop notò che anche il Secondo ufficiale ed altri uomini avevano visto qualcosa di strano. Un vecchio marinaio di nome Williams, l'unico rimasto tra i membri del precedente equipaggio, gli rivelò che quanto si raccontava a terra di una presunta maledizione che aveva colpito la Mortzestus era molto più di una semplice diceria. 
Trascorse ancora qualche giorno e una densa coltre caliginosa avvolse la nave impedendo all'equipaggio di avvistare gli altri vascelli. I marinai che salivano in coffa durante la notte erano vittime di inspiegabili incidenti; uno di loro, Stubbins, scomparve nel nulla. In seguito anche il Comandante e il Primo ufficiale si convinsero che una forza malvagia incombeva sulla Mortzestus e un pomeriggio, dopo che erano state celebrate le esequie di tre uomini morti, Jessop e il suo amico Tammy videro emergere dal mare, proprio nel punto in cui era disceso il corpo dell'ultimo marinaio, l'ombra gigantesca di una nave.

## Finale alternativo
Il romanzo originariamente prevedeva un capitolo finale, poi scartato dal suo autore e rimasto inedito fino alla morte dello stesso. Venne pubblicato solo nel 1973, col titolo The Phantom Ship (La nave fantasma).

## Edizioni italiane
- William H. Hodgson, I pirati fantasma, a cura di Sebastiano Fusco e Gianni Pilo, Il Fantastico Economico Classico, n. 14, Roma, Compagnia del Fantastico, 1994.
- AA.VV., Storie di fantasmi, a cura di Gianni Pilo e Sebastiano Fusco, I Mammut, n. 39, Roma, Newton Compton Editori, 1995, ISBN 88-8183-029-9.
- William H. Hodgson, I pirati fantasma, Milano, Magenes Editoriale, 2012, ISBN 978-88-6649-025-8.